# Ruggero Ferrario
Ruggero Ferrario (7 de outubro de 1897 — 5 de abril de 1976) foi um ciclista italiano que competia em provas de ciclismo de pista.
Competiu nos Jogos Olímpicos de 1920 em Antuérpia, onde foi o vencedor e recebeu a medalha de ouro na prova de perseguição por equipes, juntamente com Arnaldo Carli, Franco Giorgetti e Primo Magnani. Ele foi o quarto nos 50 km.
Ele venceu a primeira corrida de Coppa Bernocchi em 1919.